# Entyloma cosmi
Entyloma cosmi är en svampart som beskrevs av Vánky, Horita & Jage 2005. Entyloma cosmi ingår i släktet Entyloma och familjen Entylomataceae.   Inga underarter finns listade i Catalogue of Life.